# Visegrad 4 Bicycle Race
Les Visegrad 4 Bicycle Races sont des courses cyclistes disputées en Pologne, République tchèque, Slovaquie et Hongrie.
La première édition a eu lieu en 2013, à l'initiative de la Pologne dans le cadre du Groupe de Visegrád, et est organisée par la société Lang Team, qui organise le Tour de Pologne. Elle consiste en quatre étapes disputées sur deux jours et donnant lieu à un classement général remporté par Andrzej Kaiser,.
À partir de 2014, il s'agit d'une série de quatre courses d'un jour faisant partie de l'UCI Europe Tour depuis cette année-là, en catégorie 1.2.
En 2018, une course supplémentaire nommée Visegrad 4 Special Series célèbre les cinq ans des Visegrad 4 Bicycle Races.

## Palmarès

### Visegrad 4 Bicycle Race - GP Polski
| Année                                        | Vainqueur           | Deuxième             | Troisième             |                  |
| -------------------------------------------- | ------------------- | -------------------- | --------------------- | ---------------- |
| Visegrad 4 Bicycle Race - GP Polski Via Odra |                     |                      |                       |                  |
| 2014                                         | Erik Baška          | Jiří Hochmann        | Artur Detko           |                  |
| Visegrad 4 Bicycle Race - GP Polski          |                     |                      |                       |                  |
| 2015                                         | Bartosz Warchoł     | Leszek Pluciński     | Tomáš Koudela         |                  |
| 2016                                         | Łukasz Owsian       | Marek Rutkiewicz     | Dariusz Batek         |                  |
| 2017                                         | Kamil Zieliński     | Rok Korošec          | Sylwester Janiszewski |                  |
| 2018                                         | Maciej Paterski     | Vojtěch Hačecký      | Eryk Latoń            |                  |
| 2019                                         | Alois Kaňkovský     | Maciej Paterski      | Paweł Franczak        |                  |
| 2020                                         | annulé/abandonné    | annulé/abandonné     | annulé/abandonné      | annulé/abandonné |
| 2021                                         | Itamar Einhorn      | Alois Kaňkovský      | Matteo Pongiluppi     |                  |
| 2022                                         | Marceli Bogusławski | Tomáš Bárta          | Itamar Einhorn        |                  |
| 2023                                         | Itamar Einhorn      | Eduard-Michael Grosu | Maciej Paterski       |                  |
| 2024                                         | Lukáš Kubiš         | Tomasz Budziński     | Bartłomiej Proć       |                  |

### Visegrad 4 Bicycle Race - GP Czech Republic
| Année | Vainqueur        | Deuxième              | Troisième          |                  |
| ----- | ---------------- | --------------------- | ------------------ | ---------------- |
| 2014  | Josef Černý      | Kamil Gradek          | Alessandro Mazzi   |                  |
| 2015  | Paweł Bernas     | Jiří Polnický         | Oleksandr Polivoda |                  |
| 2016  | Marek Rutkiewicz | Jiří Polnický         | Michael Kukrle     |                  |
| 2017  | Rok Korošec      | Sylwester Janiszewski | Josef Černý        |                  |
| 2018  | Alois Kaňkovský  | Maciej Paterski       | Rok Korošec        |                  |
| 2020  | annulé/abandonné | annulé/abandonné      | annulé/abandonné   | annulé/abandonné |
| 2021  | Adam Ťoupalík    | Daniel Turek          | Karel Camrda       |                  |
| 2022  | Adam Ťoupalík    | Jakub Kaczmarek       | Jan Kašpar         |                  |
| 2023  | Adam Ťoupalík    | Maciej Paterski       | Márton Dina        |                  |
| 2024  | Martin Voltr     | Barnabás Peák         | Paweł Szóstka      |                  |

### Visegrad 4 Bicycle Race - GP Slovakia
| Année | Vainqueur             | Deuxième        | Troisième        |
| ----- | --------------------- | --------------- | ---------------- |
| 2014  | Paweł Bernas          | Patrik Tybor    | Andi Bajc        |
| 2015  | Alois Kaňkovský       | Erik Baška      | Jiří Hochmann    |
| 2016  | Andriy Kulyk          | Alois Kaňkovský | Błażej Janiaczyk |
| 2017  | Alois Kaňkovský       | Vojtěch Hačecký | Paweł Franczak   |
| 2018  | Maciej Paterski       | Alan Banaszek   | Rok Korošec      |
| 2019  | Alois Kaňkovský       | Paweł Franczak  | Dominik Neuman   |
| 2020  | Stanisław Aniołkowski | Alois Kaňkovský | Karol Wawrzyniak |
| 2021  | Alan Banaszek         | Jakub Murias    | Michael Kukrle   |
| 2022  | Thomas Pesenti        | Adam Ťoupalík   | Jakub Ťoupalík   |
| 2023  | Maciej Paterski       | Mateusz Grabis  | Michael Boroš    |
| 2024  | Martin Voltr          | Byron Munton    | Barnabás Peák    |

### Visegrad 4 Bicycle Race - GP Hungary/Kerékpárverseny
| Année | Vainqueur        | Deuxième            | Troisième          |                  |
| ----- | ---------------- | ------------------- | ------------------ | ---------------- |
| 2014  | Paweł Bernas     | Kamil Zieliński     | Marek Čanecký      |                  |
| 2015  | Alois Kaňkovský  | Przemyslaw Sobieraj | Błażej Janiaczyk   |                  |
| 2016  | Marek Čanecký    | Dariusz Batek       | Oleksandr Polivoda |                  |
| 2017  | Kamil Zieliński  | Josef Černý         | Adam Stachowiak    |                  |
| 2018  | František Sisr   | Patryk Stosz        | Rok Korošec        |                  |
| 2019  | Paweł Franczak   | Kristjan Hočevar    | Žiga Ručigaj       |                  |
| 2020  | annulé/abandonné | annulé/abandonné    | annulé/abandonné   | annulé/abandonné |
| 2021  | Michal Schlegel  | Viktor Potočki      | Viktor Filutás     |                  |
| 2022  | Adam Ťoupalík    | Thomas Pesenti      | Barnabás Peák      |                  |
| 2023  | Adam Ťoupalík    | Maciej Paterski     | Szymon Tracz       |                  |
| 2024  | Tilen Finkšt     | Martin Voltr        | Gabriele Casalini  |                  |

### V4 Special Series Debrecen-Ibrány
| Année | Vainqueur     | Deuxième       | Troisième       |
| ----- | ------------- | -------------- | --------------- |
| 2018  | Péter Kusztor | Karel Tyrpekl  | Marko Danilović |
| 2019  | János Pelikán | Stefano Gandin | Tomas Barta     |

### V4 Special Series Vásárosnamény-Nyíregyháza
| Année | Vainqueur   | Deuxième      | Troisième   |
| ----- | ----------- | ------------- | ----------- |
| 2019  | Daniel Auer | János Pelikán | Rok Korošec |